# Pure Narcotic
Pure Narcotic è un singolo del gruppo musicale britannico Porcupine Tree, pubblicato nel novembre del 1999 come terzo estratto dal quinto album in studio Stupid Dream.

## Descrizione
Ultimo singolo estratto dal disco, include nell'edizione CD una versione dal vivo mai pubblicata precedentemente di Tinto Brass, mentre nell'edizione 7" una reinterpretazione in chiave acustica di Nine Cats, tratta dal primo album On the Sunday of Life....

## Tracce
Testi e musiche di Steven Wilson, eccetto dove indicato.
CD
1. Pure Narcotic (Edit) – 3:39
2. Tinto Brass (Live at Southampton) – 6:44 (Steven Wilson, Richard Barbieri, Colin Edwin, Chris Maitland)
3. Door to the River – 4:25

7"
- Lato A

1. Pure Narcotic – 3:39

- Lato B

1. Nine Cats (Acoustic Version) – 4:05

## Formazione
Hanno partecipato alle registrazioni, secondo le note di copertina di Stupid Dream:
Gruppo
- Richard Barbieri – sintetizzatore analogico, organo Hammond, mellotron, glockenspiel
- Colin Edwin – basso
- Chris Maitland – batteria, percussioni
- Steven Wilson – voce, chitarra, pianoforte, campionatore, arrangiamento strumenti ad arco

Altri musicisti
- East of England Orchestra – strumenti ad arco
- Nicholas Kok – direzione orchestra
- Chris Thorpe – arrangiamento strumenti ad arco

Produzione
- Steven Wilson – produzione, missaggio
- Elliot Ness – registrazione (Foel Studio)
- Chris Thorpe – registrazione (Cedar Arts Center)

## Classifiche
| Classifica (1999) | Posizione massima |
| ----------------- | ----------------- |
| Regno Unito       | 175               |